# Реньяр, Жан Франсуа
Жан Франсуа Реньяр (1655—1709) — французский драматург.

## Биография
Родился в зажиточной буржуазной семье; бурно провел молодость, нередко предаваясь пьянству, азартной игре и разврату; много путешествовал по Италии, Алжиру, Голландии, Дании, Швеции, Лапландии, Польше, Германии. Затем прочно основался в Париже и стал усиленно заниматься литературной деятельностью; умер вследствие собственной неосторожности, принявшись лечить себя от какой-то болезни, без совета с врачом.

## Творчество
Выступив в эпоху, следовавшую за господством мольеровской комедии, Реньяр был многим обязан своему великому предшественнику, а также Плавту (пьесы «Le retour imprevu» и «Les Menechmes» навеяны Плавтом) и Корнелю (особенно его комедия «Le Menteur»). С 1688 писал (самостоятельно и вместе с Ш. Дюфрени) для парижского театра «Комеди Итальенн» пародийные пьесы в традициях комедии дель арте, в которых много буффонады, трюков, переодеваний: «Развод», «Сошествие Меццетино в ад», «Кокетка, или Дамская академия» и другие.
После успеха в Комеди Итальенн Реньяр написал «Серенаду» (1694) — комедию на сюжет «Скупого» Мольера, комедию «Бал» (1695), по мотивам мольеровского «Господина де Пурсоньяка».
С 1694 года его пьесы идут в театре «Комеди Франсез» :
- «Серенада»
- «Подождите меня под вязом»
- «Бал»
- «Игрок» (1696) — яркая жанровая картина из быта игроков, разоряющихся дворян и плутоватых слуг, вызвавшая впоследствии ряд подражаний;
- «Рассеянный» (1697)
- «Демокрит» (1700)
- «Любовное безумие» (1704) — веселый и живой фарс, навеянный итальянской комедией
- «Менехмы» (1705) — заимствованный у латинского автора сюжет искусно соединен с французскими бытовыми чертами
- «Единственный наследник» (1708) — несколько циничная, но местами очень остроумная картина французских нравов, полная комических осложнений и неожиданностей.

В комедии «Игрок» (1696) драматург не осуждает строго, подобно моралистам, пагубную страсть к картам, а показывает карточную игру как увлекательную забаву, одинаково комедийно изображая отчаяние проигрыша и радость выигрыша. Неблаговидные поступки главного героя не вызывают со стороны автора прямого осуждения. В комедии отсутствует морально-обличительная идея, однако достаточно красноречиво показаны нравы общества. Показывая в комедии смешанный состав игроков, Реньяр характеризует все верхние слои современного ему общества, где главенствуют деньги — дворянство, теряя своё былое величие, оказывается в униженном положении перед разбогатевшими лакеями. 
Комедии Реньяра отличались превосходным сюжетным построением. Драматурга увлекало динамичное и остроумное изображение событий. В комедии «Рассеянный» (1697) тип рассеянного человека мало интересен драматургу. Реньяр в пьесе забавно и искромётно показывает злоключения главного героя Леандра, происходящие с ним из-за чрезмерной рассеянности. Также поверхностно и анекдотично выписан и главный герой комедии «Демокрит» (1700), в которой древнегреческий философ Демокрит предстаёт в образе эксцентричного влюблённого чудака. В 1708 году Реньяр написал комедию «Единственный наследник», использовав при её создании сюжеты двух пьес Мольера — «Мнимого больного» и «Скупого». 
Несмотря на то, что Реньяр был драматургом-любителем, он обладал прекрасным знанием сцены и её законов. Реньяр часто впадал в карикатуру, прибегал к водевильным эффектам, стараясь во что бы то ни стало смешить зрителей; он не был способен, подобно Мольеру, создавать истинную «комедию нравов», не преследовал обличительных целей, не хотел исправлять или поучать окружающее общество; его сатирические выходки не всегда отличались глубиной и обдуманностью. Тем не менее, комедии Реньяра заключают в себе ценный материал для закулисной истории высшего французского общества конца XVII и начала XVIII вв.